# Rauwiller
Rauwiller település Franciaországban, Bas-Rhin megyében. Lakosainak száma 224 fő (2022. január 1.). Rauwiller Hilbesheim, Schalbach, Vieux-Lixheim, Baerendorf, Gœrlingen és Hirschland községekkel határos.

## Népesség
A település népessége az elmúlt években az alábbi módon változott:
| Lakosok száma | 212  | 207  | 210  | 209  | 208  | 209  | 208  | 216  | 224  |
|               | 2013 | 2015 | 2016 | 2017 | 2018 | 2019 | 2020 | 2021 | 2022 |